# Зигфрид фом Щайн (фогт)
Зигфрид I фом Щайн (на немски: Siegfried I vom Stein; Sifridus von Stein; Siegfried Vogt von St.Peter; * пр. 1173; † ок. 1194/1198) е фогт на „Св. Петер“ в Кройцнах и министър на архиепископ Кристиан фон Майнц († 1183). Той е чрез женитбата си родител на Рейнграфовете на Щайн.

## Произход и наследство
Той е син на Волфрам I (III) фом Щайн (де Петра) († пр. 24 януари 1179). Внук е на Волфрам де Петра († сл. 1126) и правнук на Волфрам де Петра († сл. 1074). Брат е на Волфрам IV фом Щайн († пр. 1180/пр. 1196). Дядо е на Зигфрид фон Щайн († 1246), епископ на Фрайзинг и Регенсбург (1227 – 1246).
Резиденцията на графовете на Щайн е замък „Рейнграфенщайн-Щайн“ на река Нае в град Кройцнах. Рейнграфофете фом Щайн загубват през 1279 г. собствеността си в Рейнгау след битката при Шпрендлинген с Вернер фон Епщайн, курфюрст и архиепископ на Майнц († 1284), но запазват териториите си на Нае, около Кройцнах и Кирн.
През 1350 и 1409 г. Рейнграфовете наследяват двете линии на „Вилдграфовете“ и започват да се наричат „Вилд- и Рейнграфове“.

## Фамилия
Зигфрид фом Щайн се жени ок. 1160 г. за Рейнграфиня Лукардис фон Рейнграф († 1194), сестра на Алберо, абат на Ебербах († ок. 1208), дъщеря на Ембрихо I Рейнграф († сл. 1155). Тя е внучка на Риклиндис († 1126), дъщеря на Рейнграф Рикхолф († сл. 1109) и Данкмодис († сл. 1109). Те имат децата:

- Еберхард фом Щайн († 1219)
- Волфрам фон Щайн (* пр. 1194; † 1220), Рейнграф на Щайн, кръстоносец в Трети кръстоносен поход (1189 – 1191), женен 1187 г. за Гуда фон Боланден (* пр. 1187; † пр. 1219), дъщеря на Филип II фон Боланден († 1187/1198) и Хилдегард фон Хагенхаузен, дъщеря на Герхард I фон Хагенхаузен (ок. 1131 – 1178)
- Вернер I
- Зигфрид фом Щайн († сл. 1202)
- Гуда фом Щайн, омъжена ок. 1170 г. за Годебалд II фон Вайербах/фон Вайрщайн, господар на Вирбах, фогт на Валхаузен († пр. 1188/сл. 1225), син на Годеболд III фон Лайен, господар на Вайербах